# Laccoproctus
Laccoproctus är ett släkte av skalbaggar. Laccoproctus ingår i familjen vivlar.
Kladogram enligt Catalogue of Life:
| Laccoproctus | \| \| Laccoproctus acalloides \| \| \| \| |
|              | \| \| Laccoproctus acalloides \| \| \| \| |
|              | Laccoproctus acalloides                   |
|              |                                           |